# Sunny Summer
Sunny Summer es un EP especial de verano del grupo femenino de Corea del Sur GFriend. Fue lanzado por Source Music el 19 de julio de 2018 y distribuido por Kakao M. El álbum contiene cinco canciones, incluido el sencillo principal titulado «Sunny Summer», lanzado junto con el álbum especial.

## Antecedentes y lanzamiento
El 5 de julio de 2018, las cuentas oficiales de GFriend publicó un adelanto sobre el próximo lanzamiento del grupo, que constaba de dos imágenes y confirmaron la fecha de lanzamiento de este álbum para el 19 de julio del mismo año. La primera imagen muestra un reproductor de casetes y una patineta en tonos rojos, mientras que la segunda imagen muestra seis conos de helado en tonos pastel en un cartón de leche frente a un fondo azul cielo. El calendario del regreso se publicó el 9 de julio. La lista de canciones fue lanzada el 10 de julio.
El 12 de julio se lanzó un teaser del vídeo musical. El vídeo comienza con una pantalla con parte del Soneto 18 de William Shakespeare, y la letra de "Summer Summer Sun" aparece brevemente junto con la melodía de la canción principal. Luego, el 14 de julio, las letras de todas las canciones de este álbum fueron anunciadas de puño y letra de las miembros. El segundo teaser del vídeo musical fue lanzado el 17 de julio. El vídeo incluye la parte justo antes del coro y la primera parte del coro de «Sunny Summer». Finalmente, el 18 de julio se publicó en YouTube un popurrí destacado de todas las canciones.
Las fotos conceptuales se publicaron tres veces. La primera foto conceptual publicada el 11 de julio muestra a las miembros vistiendo ropa en tonos rojos. La segunda foto conceptual con un fondo azul cielo fue lanzada el 13 de julio, mostrando a las miembros vistiendo ropa refrescante, cada uno sosteniendo un helado que apareció en el adelanto anterior. La última foto conceptual, publicada el 16 de julio, mostraba a las miembros de pie o sentadas frente a un fondo rojo con apariencias tranquilas e inexpresivas. Cada foto conceptual incluye fotos grupales e individuales.

## Composición y letras
El álbum contiene cinco canciones, incluida la canción homónima «Sunny Summer», descrita por Billboard como «voces aireadas y exuberantes que rebotan sobre la melodía, [la canción] está impulsada por los tonos de voz refrescantes del grupo, mientras cantan sobre pasar un verano memorable juntos».

## Lista de canciones
| CD / Descarga digital |                                |                               |                                                          |                                                     |          |  |
| N.º                   | Título                         | Letras                        | Música                                                   | Arreglos                                            | Duración |  |
| 1.                    | «Sunny Summer (여름여름해)»    | Duble Sidekick, Black Edition | Duble Sidekick, Black Edition                            | Duble Sidekick                                      | 3:18     |  |
| 2.                    | «Vacation»                     | Iggy, Youngbae                | Iggy, Youngbae                                           | Iggy, Youngbae                                      | 3:24     |  |
| 3.                    | «Sweety»                       | Mio                           | Mio, Dylan Tallchief                                     | Mio, Dylan Tallchief                                | 3:13     |  |
| 4.                    | «Windy Windy (바람 바람 바람)» | Boombastic                    | Boombastic                                               | Boombastic                                          | 3:16     |  |
| 5.                    | «Love in the Air»              | No Joo-hwan                   | Andreas Öberg, Darren Smith, Sean Alexander, No Joo-hwan | Andreas Öberg, Darren Smith, Avenue 52, No Joo-hwan | 3:40     |  |
| 16:51                 |                                |                               |                                                          |                                                     |          |  |

## Posicionamiento en listas
| Lista (2018)                            | Mejor posición |
| --------------------------------------- | -------------- |
| Corea del Sur (Gaon Album Chart)        | 2              |
| Estados Unidos (Billboard World Albums) | 13             |
| Japón (Oricon)                          | 112            |
| Taiwán (Five Music)                     | 1              |

| Lista (2018)                     | Mejor posición |
| -------------------------------- | -------------- |
| Corea del Sur (Gaon Album Chart) | 79             |

## Historial de lanzamiento
| País          | Fecha               | Formato                         | Sello                             |
| ------------- | ------------------- | ------------------------------- | --------------------------------- |
| Corea del Sur | 19 de julio de 2018 | CD, descarga digital, streaming | Source Music, Kakao M, Sony Music |